# Sylvia Steinbrecht
Sylvia Steinbrecht ( Berna, 1977 ) es una directora artística andorrana de origen suizo. Se graduó en la segunda promoción de la Escuela Superior de Cine y Audiovisuales de Cataluña (ESCAC), y actualmente también es profesora.
Debutó en cine en 1996, formando parte del departamento artístico de El domini dels sentits. Continuó en 2002 como decorador en Darkness de Jaume Balagueró y en producciones internacionales como El maquinista (2004) Sahara (2005), El perfume: historia de un asesino (2006), Vicky Cristina Barcelona (2008). En 2010 ganó el premio del jurado en el Global Nonviolent Film Festival por su trabajo en Copito de nieve y en 2012 fue nominada a los CinEuphoria Awards por su trabajo en Biutiful. Fue nominada al Gaudí a la mejor dirección artística por su trabajo en 3 bodas de más en 2014 y El rei borni en 2017. En 2020 recibió el premio a la mejor dirección artística por Elisa y Marcela . En 2022 fue nominada a los Premios Goya por la dirección de arte en la película Los renglones torcidos de Dios, de Oriol Paulo.

## Filmografía
Diseñadora de producción
- Cruzando el límite (2010)
- Copito de nieve (2011)
- Una pistola en cada mano (2012)
- 13 dies d'octubre (2015)
- Foodie Love (serie de televisión, 2019)

Directora artística
- Iris (2001)
- Joc de mentides (2003)
- Biutiful (2010)
- 3 bodas de más (2013)
- The Gunman (2015)
- Sweet Home (2015)
- Summer Camp (2015)
- Ahora o nunca (2015)
- El rey tuerto (2016)
- 100 metros 82016)
- La enfermedad del domingo (2018)
- Elisa y Marcela (2019)